# Ruggell
Ruggell é uma comuna de Liechtenstein, nomeadamente a que se situa mais a norte. O seu território tem como fronteiras, a Norte, a Este e Oeste, a Áustria e a Suíça, e Gamprin e Schellenberg a Sul. 
A sua população estima-se em 1.746 habitantes e a sua área é aproximadamente 7km². A sua densidade populacional é de 237 habitantes por km².
O nome deriva do latim equivalente a «clarificar a terra». É conhecida pela manutenção de grandes áreas históricas e de um vasto património, que inclui a Igreja de Fridolin, uma paróquia local.